# Geranium cantabrigiense
Geranium cantabrigiense är en näveväxtart som beskrevs av Peter Frederick Yeo. Geranium cantabrigiense ingår i släktet nävor, och familjen näveväxter. Inga underarter finns listade i Catalogue of Life.